# Binangun (Pataruman)
Binangun is een bestuurslaag in het regentschap Banjar van de provincie West-Java, Indonesië. Binangun telt 4239 inwoners (volkstelling 2010).